# FOXムービー
FOXムービー（フォックスムービー）は、FOXインターナショナル・チャンネルズ → FOXネットワークスが運営していた映画・プロ野球中継専門チャンネル。
スカパー!プレミアムサービス・スカパー!プレミアムサービス光と、一部のケーブルテレビ局で配信していた。尚、スカパー!での放送は、2016年3月31日23時59分をもって終了。
また、一部地域のケーブルテレビでは、多くはオプションチャンネル（別契約）であるが、eo光テレビでは、2013年6月にベーシックチャンネル（ハイビジョンコース）に移行した。

## 概要
- 2009年4月より、スカパー!プレミアムサービスのベーシックパック（「よくばりパックHD（現・プレミアムパック）」）構成チャンネルとなった。
- 2012年10月より、スカパー!（東経110度CS放送）にて放送開始された（衛星基幹放送事業者は日本テレビ系列のシーエス日本）。また、2014年1月28日より、16:9（1.78:1）フルサイズのSD放送を開始。尚、スカパー!での放送は、2016年3月31日をもって終了した。

## 沿革
- 2005年10月17日 - イマジカ、ホラー映画専門チャンネル「ホラーTV」として放送開始。
- 2006年7月1日 - イマジカの組織変更により、グループの持株会社である株式会社イマジカ・ロボット ホールディングス（同日株式会社イマジカホールディングより社名変更）傘下に株式会社イマジカティーヴィ設立。
- 2007年
  - 4月1日 - ニューズ・ブロードキャスティング・ジャパン（現・FOXネットワークス）が運営を承継（通称「フォックスホラーTV」）。
  - 10月1日 - チャンネル名称を「FOXムービー★SF&ホラー」に変更。
- 2008年10月から「シンプソンズ」を、2009年1月から「キング・オブ・ザ・ヒル」を、FOXから移管される（「シンプソンズ」は2010年8月FOXチャンネルに再度変更）。
- 2009年4月1日 - チャンネル名称を「FOXムービー」に変更、SF・ホラー以外の映画も放映。スカパー!のベーシックパック構成チャンネルとなる。
- 2010年10月1日 - ひかりTVにて、ハイビジョン放送（チャンネル名は「FOXムービー HD」）を開始した。
- 2012年10月1日 - チャンネル名称を「FOXムービー プレミアム」に変更。スカパー!プレミアムサービスにてハイビジョン放送「FOXムービー プレミアム HD」を開始。また、『FOXプラス』で放送を行なっていたスカパー!（旧・スカパー!e2）において『サスペンスシアターFOXCRIME（現・FOXクラシック 名作ドラマ）』の配信終了に伴い、FOXムービー単独の放送を開始した。
- 2013年
  - FOX SPORTSの放送開始（ケーブルテレビとIP放送のみ）。2013年はプロ野球中継のうち、ロッテ主管21試合、オリックス主管19試合、ソフトバンク主管8試合放送。尚、スカパー!・スカパー!プレミアムサービス向けは、ロッテとオリックス主管の1試合ずつをJ SPORTS 2に、ロッテ主管1試合とオリックス主管2試合はフジテレビONE スポーツ・バラエティに、残り（ソフトバンク主管全8試合を含む）をスカチャンに配信。
  - 4月1日 - 日本デジタル配信やジャパンケーブルキャストにてハイビジョン放送を開始し、一部のケーブルテレビ局にて配信を開始。
  - 6月30日 - スカパー!プレミアムサービス光にて標準画質の放送を終了。
  - 7月1日 - スカパー!プレミアムサービス光にてハイビジョン放送を開始。
- 2014年
  - 1月28日 - スカパー!にて16:9（1.78:1）の画角情報を付加し、フルサイズのSD放送を開始。
  - 3月1日 - FOXムービー プレミアムにおけるFOX SPORTSの放送をスカパー!・スカパー!プレミアムサービス・スカパー!プレミアムサービス光にそれぞれ開放。オリックス主管試合全72試合の中継実施（一部FOXスポーツ&エンターテイメント、トゥエルビと重複放送。ロッテ、ソフトバンク主管の試合については重複しない範囲の試合を放送）
  - 5月31日 - スカパー!プレミアムサービスにて標準画質の放送を終了し、ハイビジョン放送に完全移行した。
- 2016年
  - 3月31日 - スカパー!での放送を終了した[注 1]。
    - これに伴い、本来FOXスポーツ&エンターテイメントで流すべきソフトバンク主管試合の中継『HAWKS BASEBALL PARK』の一部試合[注 2]について、スカパー!向けの放送はスカチャンに代替して配信されている。

  - 4月1日 - チャンネル名称が「FOXムービー」に戻された。
  - 12月1日 - スカパー!プレミアムサービスの衛星一般放送事業者が、スカパー・エンターテイメントに変更された。
- 2021年
  - 1月31日 - 本チャンネルの放送を終了した[1]。

## その他
- スカパー!（東経110度CS放送）では、放送開始当初から唯一画角情報は、4:3（1.33:1）の標準画質放送であったが、前述のとおり、2014年1月28日より、16:9の画角情報を追加し、フルサイズのSD放送に移行した[注 3]。